# Amesbach (Gemeinde Baumgartenberg)
Amesbach ist eine Ortschaft in der Gemeinde Baumgartenberg im Bezirk Perg, Oberösterreich.
Die Ortschaft befindet sich westlich der Marktgemeinde Klam in der Region Machland, einem historischen Kernland Oberösterreichs und heute einer fruchtbaren Ebene längs der Donau. Am 1. Jänner 2024 zählte die Ortschaft 66 Einwohner. Durchflossen wird die Ortschaft vom Gassoldingerbach und seinen Zubringern.
Ganz in der Nähe befindet sich das Schloss Außenstein und der Burgstall Waseneck. 

## Geschichte
Das früheste Schriftzeugnis ist von 1154 und lautet „Amelungesbach“. Es liegt der alte Name Amelung zugrunde. Der Ortsname wurde zusehends sprachökonomisch gekürzt (1335 „Amlungspach“).